# Внукове
Вну́кове (до 1944 року — Яшпек; крим. Yaşpek) — село Євпаторійського району Автономної Республіки Крим. Розташоване в центрі району.